# Івлін Во
Івлін Артур Сент-Джон Во (англ. Evelyn Arthur St. John Waugh, 28 жовтня 1903, Лондон — 10 квітня 1966, Тонтон, Сомерсет) — британський письменник, представник сатиричного напрямку в британській літературі.

## Біографія

### Дитинство та юність
Народився у Лондоні, Велика Британія, у заможній родині відомого редактора та видавця Артура Во. Дитинство пройшло у Гемпстеді, респектабельному передмісті Лондона, саме тут Во вчився в початковій школі «Гіт Маунт» (Heath Mount School).
Батько Івліна Во і його старший брат Алек вчилися в школі «Шерборн» (Sherborne School), але в останній рік навчання Алека Во відрахували зі школи, після того як він опублікував контроверсійний роман The Loom of Youth, в якому зачіпалися питання гомосексуальних стосунків серед студентів шкіл і який, на думку керівництва школи, значно зашкодив її репутації. Школа відмовилася приймати на навчання Івліна, і його батько був вимушений віддати його до менш престижного коледжу «Ленсінг» (Lancing College), відомого своїми сильними англіканськими традиціями. Ймовірно, саме завдяки навчанню у цій школі Во протягом всього життя зберігав зацікавленість до релігії, хоч і в ті роки вважав себе агностиком.

### 30-ті роки
У 1930 році, під час роботи над другим романом «Мерзенна плоть» (Vile Bodies) Івлін Во перейшов у католицтво, і після того, як його перший шлюб був анульований церквою, у 1936 році він одружився вдруге з Лаурою Герберт. Вона була католичкою, донькою Обрі Герберта та кузиною його першої дружини (обидві вони були онуками Генрі Герберта — четвертого графа Карнарвона). Шлюб виявився вдалим та протримався до кінця його життя. У Лаури і Івліна було семеро дітей, одна дитина (донька Марі) померла у дитинстві. Син Оберон, названий на честь брата Лаури, пішов слідами батька, ставши письменником і журналістом.

### Друга світова війна
Під час Другої світової війни, Івлін Во служив у морській піхоті і брав учась у десантній операції у Лівії, отримав звання капітана, зі спеціальним завданням побував в Югославії у 1944 році.

### Останні роки
у 1954 році Івлін написав роман «Випробовування Гілберта Пінфолда», ґрунтуючись на своїх відчуттях, випробуваних через розумовий розлад під час круїзу.

## Критика
Во відомий завдяки своїм сатиричним романам «Занепад і руйнування» (1928), «Мерзенна плоть» (1930), «Жменя праху» (1934"), «Незабутня» (1947), в яких присутні властиві автору елементи «чорного» гумору. Популярні його серйозні роботи, такі як «Повернення в Брайдсгед» (1945) і трилогія «Меч пошани» («Люди при зброї» (1952), «Офіцери і джентльмени» (1955), «Беззастережна капітуляція» (1961), в яких чітко простежується католицьке тло.
У багатьох своїх творах Івлін Во звертається до британської аристократії і вищого суспільства, часом жорстоко їх висміюючи. Крім того, він автор багатьох оповідань, трьох біографій, і першого тому незакінченої автобіографії. Його листи, подорожі, великі щоденники і кореспонденція також були видані.
Роботи Івліна Во відомі серед читаючої публіки, і до цього дня ним широко захоплюються як гумористом і визнаним стилістом прози. У неопублікованій рецензії на роман «Повернення в Брайдсгед» (1945) Джордж Орвелл писав, що Во — новеліст, таланту якого заважають одіозні погляди. У його пізніх творах простежується соціальний консерватизм, більш відвертою стає релігійність, його роботи викликають розбіжності в середовищі критиків. На думку критика Мартіна Еміса снобізм в роботі «Повернення в Брайдсгед», був «відмовою уяви і художнім провалом». Але це не завадило Brideshead Revisited посісти 90 рядок у Рейтингу 100 найкращих книг усіх часів журналу Ньюсвік. З іншого боку, американський літературний критик Едмунд Вілсон оголосив Во «єдиним першокласним комічним генієм, який з'явився в англійській літературі з часів Бернарда Шоу». У 1966 році в некролозі журналу «Тайм» підсумовували, що Во «здійснив злобно-веселий і в той же час цілком релігійний напад на століття, яке, на його думку, вирвало з коренем всі традиції й висушило всі цінності часу, в якому жив автор».
Герої творів Івліна Во — низка карикатурних, часом гротескових характерів, що межують з абсурдністю портретів «джентльменів» сучасної йому Англії, від позерів, нероб, пустомель, шахраїв і пройдисвітів до тих, хто викликає співчутливу посмішку, істинно порядних простаків, які незмінно користуються прихильністю і симпатіями автора.

## Особисте життя
Івлін Во мав гомосексуальні чи бісексуальні нахилияк і його старший брат, письменник Алек Во (1898—1981). Тема гомосексуальних зносин між чоловіками присутня у їхніх творах.

### Романи та оповідання
- 1928 — Decline and Fall
- 1930 — Vile Bodies
- 1932 — Black Mischief
- 1934 — A Handful of Dust
- 1936 — Mr Loveday's Little Outing, and Other Sad Stories
- 1938 — Scoop
- 1942 — Put Out More Flags
- 1942 — Work Suspended (Incomplete)
- 1945 — «Повернення в Брайдсгед» / Brideshead Revisited — спогади про капітана Чарльза Райдера
- 1947 — «Незабутня» / The Loved One — повість, англо-американська трагедія
- 1947 — Scott-King's Modern Europe
- 1948 — Work Suspended (Revised)
- 1950 — Helen
- 1952–1961 — Sword of Honour Трилогія
  - 1952 — Men at Arms
  - 1955 — Officers and Gentlemen
  - 1961 — Unconditional Surrender
- 1953 — Love Among the Ruins: A Romance of the Near Future (Любов серед руїн: Історія кохання найближчого майбутнього)
- 1953 — The Holy Places
- 1957 — The Ordeal of Gilbert Pinfold

### Нехудожня проза
- 1928 — Dante Gabriel Rossetti
- 1930 — Labels — щоденники подорожі Середземним морем.
- 1931 — Remote People — щоденники подорожі до Адіс-Абеби під час коронації Хайле Селассіє.
- 1934 — Ninety-Two Days — щоденники подорожі Британської Гвіаною
- 1935 — Saint Edmund Campion: Priest and Martyr
- 1936 — Waugh In Abyssinia — щоденники другої подорожі Африкою
- 1936 — Waugh in Abyssinia — публіцистичний опис війни та її причин
- 1939 — Robbery Under Law — щоденники подорожі Мексикою.
- 1946 — When The Going Was Good
- 1959 — The Life of the Right Reverend Ronald Knox
- 1960 — A Tourist In Africa
- 1964 — A Little Learning
- 1967 — Wine In Peace And War

## Фільмографія
- 1925 — The Scarlet Woman: An Ecclesiastical Melodrama [Архівовано 10 березня 2007 у Wayback Machine.], реж. Теренс Ґрінідж (Terence Greenidge)
- 1965 — «Незабутня» / (The Loved One), реж. Тоні Річардсон
- 1968 — Decline and Fall… of a Birdwatcher [Архівовано 23 березня 2008 у Wayback Machine.], реж. Джон Кріш (John Krish)
- 1981 — Brideshead Revisited [Архівовано 20 грудня 2008 у Wayback Machine.], реж. Чарлз Старідж (Charles Sturridge), Майкл Ліндсей-Хоґґ (Michael Lindsay-Hogg)
- 1987 — Scoop [Архівовано 6 вересня 2009 у Wayback Machine.], реж. Ґевін Міллар (Gavin Millar)
- 1988 — A Handful of Dust [Архівовано 23 квітня 2019 у Wayback Machine.], реж. Чарлз Старідж (Charles Sturridge)
- 2001 — Sword of Honour [Архівовано 21 грудня 2008 у Wayback Machine.], реж. Біл Андерсон (Bill Anderson)
- 2003 — Bright Young Things [Архівовано 21 грудня 2008 у Wayback Machine.], за романом Vile Bodies, реж. Стівен Фрай (Stephen Fry)
- 2008 — «Повернення у Брайдсгед» / (Brideshead Revisited), реж. Джуліан Джаролд (Julian Jarrold)

## Українські переклади
- Во І. Жменя праху: Роман. — Перекл. з англ. Олена Хатунцева; Післямова Кіри Шахової. — К.: Дніпро, 1979. — 207 с.
- Во І. Учта Бели Фліс[11] / пер. з англ. О. Васильєвої // Україна. — 1983. — № 23.
- Во І. Шлях до слави[12] / пер. з англ. Ольги Бойніцької // Зарубіжна література. — 1997. — № 4. (20). — С. 8.
- Во, І. Стара історія ; Пригода в Азанії ; Кохання на трьох [Текст]: оповідання / І. Во ; пер. з англ.: Анна Свередюк, Дарія Бойчук, Анастасія Жищинська // Всесвіт. — 2018. — № 1/2. — С. 69–90.
- Во, Івлін. Круїз [Архівовано 6 листопада 2020 у Wayback Machine.][13] / Івлін Во ; пер. з англ. Ольга Шарко // Мала Сторінка, 2019.
- Во, Івлін. Чоловіки у війську[14] / Івлін Во ; пер. з англ. Богдан Стасюк. — К.: Темпора, 2020. — 424 с.
- Во, Івлін. Офіцери і джентльмени / Івлін Во ; пер. з англ. Богдан Стасюк. — К.: Темпора, 2021. — 448 с.
- Во, Івлін. Беззастережна капітуляція / Івлін Во ; пер. з англ. Богдан Стасюк. — К.: Темпора, 2022. — 416 с.